# 能代都市圏
能代都市圏（のしろとしけん）は、秋田県能代市を中心とする都市圏である。

## 概要
秋田県西北部の米代川下流域に位置する。日本海に面しており、能代港を有する。奥羽本線、五能線、国道7号、国道101号が通じており、秋田県臨海部を南北に貫く「臨海軸」と、米代川に沿って東西に伸びる「米代軸」からなる地域である。

## 定義
一般的な都市圏の定義については都市圏を参照。

### 行政の取り組み
秋田県の定義では、能代市と山本郡藤里町、八峰町、三種町を「能代広域都市圏」としており、能代山本地域とも呼ばれる。2015年に1市3町は定住自立圏形成協定を締結し、能代山本定住自立圏を形成している。

### 「10% 都市圏」（通勤圏）
- 能代市を中心市とする都市雇用圏（10 % 通勤圏）の人口は9万28人（2010年国勢調査基準）。
- 中心 DID（人口集中地区）人口は2万382人（2010年）。

都市雇用圏（10 % 通勤圏）の変遷
- 10 % 通勤圏に入っていない自治体は、各統計年の欄で灰色かつ「-」で示す。

| 自治体 ('80) | 1980年                | 1990年                 | 1995年                | 2000年                | 2005年                | 2010年                | 自治体 ('06) |
| ------------ | --------------------- | ---------------------- | --------------------- | --------------------- | --------------------- | --------------------- | ------------ |
| 藤里町       | -                     | 能代 都市圏 10万2767人 | 能代 都市圏 9万9720人 | 能代 都市圏 9万5578人 | 能代 都市圏 9万0887人 | 能代 都市圏 9万0028人 | 藤里町       |
| 二ツ井町     | -                     | 能代 都市圏 10万2767人 | 能代 都市圏 9万9720人 | 能代 都市圏 9万5578人 | 能代 都市圏 9万0887人 | 能代 都市圏 9万0028人 | 能代市       |
| 能代市       | 能代 都市圏 9万0847人 | 能代 都市圏 10万2767人 | 能代 都市圏 9万9720人 | 能代 都市圏 9万5578人 | 能代 都市圏 9万0887人 | 能代 都市圏 9万0028人 | 能代市       |
| 八森町       | 能代 都市圏 9万0847人 | 能代 都市圏 10万2767人 | 能代 都市圏 9万9720人 | 能代 都市圏 9万5578人 | 能代 都市圏 9万0887人 | 能代 都市圏 9万0028人 | 八峰町       |
| 峰浜村       | 能代 都市圏 9万0847人 | 能代 都市圏 10万2767人 | 能代 都市圏 9万9720人 | 能代 都市圏 9万5578人 | 能代 都市圏 9万0887人 | 能代 都市圏 9万0028人 | 八峰町       |
| 八竜町       | 能代 都市圏 9万0847人 | 能代 都市圏 10万2767人 | 能代 都市圏 9万9720人 | 能代 都市圏 9万5578人 | 能代 都市圏 9万0887人 | 能代 都市圏 9万0028人 | 三種町       |
| 山本町       | 能代 都市圏 9万0847人 | 能代 都市圏 10万2767人 | 能代 都市圏 9万9720人 | 能代 都市圏 9万5578人 | 能代 都市圏 9万0887人 | 能代 都市圏 9万0028人 | 三種町       |
| 琴丘町       | -                     | -                      | -                     | -                     | -                     | 能代 都市圏 9万0028人 | 三種町       |

- 2006年3月20日 - 山本郡琴丘町、山本町、八竜町が合併し三種町となる。
- 2006年3月21日 - 能代市、山本郡二ツ井町が合併し新たに能代市となる。
- 2006年3月27日 - 山本郡八森町、峰浜村が合併し八峰町となる。